# 高州戰鬥
高州戰鬥發生於1921年6月29日，地點則是在中國廣東高州（即茂名）一帶。是北洋政府時期內戰之一，交戰兩方為桂軍林虎部及粵軍黃大偉部。戰鬥結束後，黃大偉獲勝，桂軍敗走，粵軍隨即佔領高州。